# Korhelyleves
A korhelyleves savanyú káposztából főzött, kolbászos leves, a magyar konyhaművészet egyik étele. Nevét onnan kapta, hogy kellemes savanykás íze miatt a sok mulatozás, illetve a bő lakmározás – azaz korhelykedés – után nagyon jólesik a gyomornak.

## Elkészítése

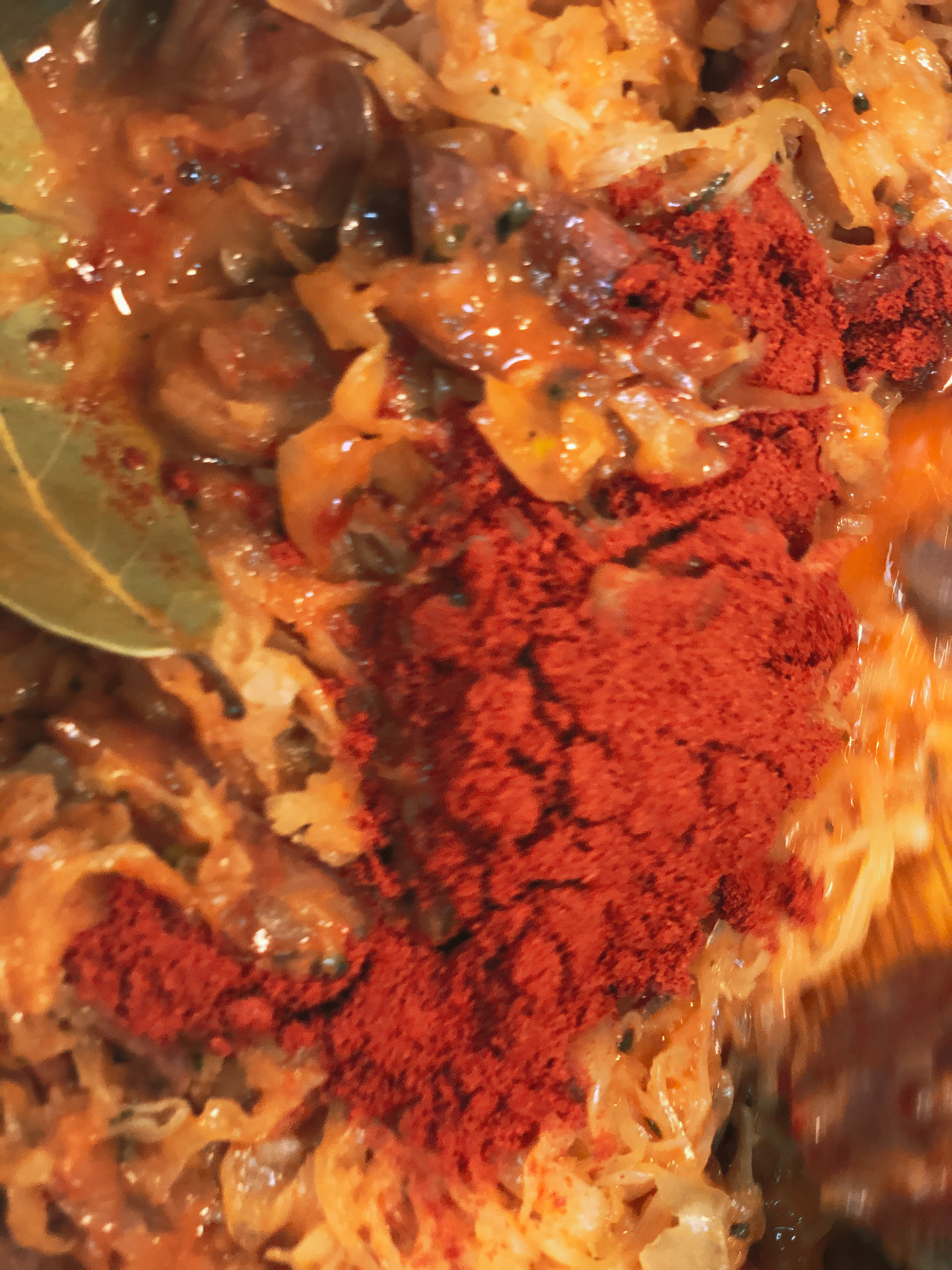
Korhelyleves

A 19. században a savanyított káposztából úgy készítették, hogy azt vízzel hígították, majd gyengén berántották, és kolbászkarikákat, valamint egy-két tojássárgáját tettek bele.
Általában a vidéki levesek fő ételének tartják. A korhelylevest lencsével is tálalhatják.
- savanyú káposzta
- liter víz
- babérlevél
- füstölt csülök
- füstölt kolbász
- citromlé
- só
- tejföl
- fokhagyma
- vöröshagyma
- olaj
- liszt
- fűszerpaprika

Továbbá:
- köménymag
- lencse

## A művészetekben
Csokonai Vitéz Mihály egyik versében utal rá:
| „                              | …Mert kit baráttá tesz a bál tánca s bora, / Az nem barát, hanem csak pajtás s cimbora. / De a tánc?...Hát úgy jő vissza egészségünk, / Ha előbb a táncba elvész frisseségünk? / S úgy vidít meg a bor, ha délig hortyogva / Fekszünk krápulába virradtától fogva? / Úgy megy majd gyomrunkban jól a concoctió, / Ha mind dosztig esszük a bálba, ami jó? / Igaz, van recipe: megterhelt és heves / Gyomrunknak új erőt ád a korhel-leves; / S a nemalvás után jólesik az álom, / Lehet másnap estig aludni. - Sajnálom! -… | ” |
| – Csokonai Vitéz Mihály: A tél | |   |